# Arcybiskupstwo Ochrydzkie
Arcybiskupstwo Ochrydzkie – historyczny, autonomiczny Kościół prawosławny z siedzibą arcybiskupów w Ochrydzie, a istniejący w latach 1019–1767. Arcybiskupstwo Ochrydzkie powstało po likwidacji pierwszego Patriarchatu Bułgarskiego

## Historia
W 979 cesarz Jan I Tzimiskes podbił wschodnią Bułgarię, podporządkowując równocześnie Patriarchatowi Konstantynopolitańskiemu położone na jej obszarze struktury Bułgarskiego Kościoła Prawosławnego. Autokefalię zachowały struktury w Bułgarii zachodniej (siedzibą patriarchy stała się Triadica). W 1018 Bazyli II Bułgarobójca ostatecznie podbił ziemie bułgarskie, zaś w 1020 doprowadził do likwidacji patriarchatu. Nowym zwierzchnikiem Kościoła na ziemiach bułgarskich został arcybiskup Jan, Bułgar z pochodzenia, rezydujący w Ochrydzie. Jego następcy byli już duchownymi przybyłymi z Bizancjum, Grekami.
Po sukcesach powstania Piotra i Asena Bułgarski Kościół Prawosławny został restaurowany, jednak ziemie macedońskie z Ochrydą nie znalazły się w jego jurysdykcji. W XII w. obszar Macedonii został podbity przez Stefana Nemanię i znalazł się w granicach Serbii. W związku z tym Arcybiskupstwo Ochrydzkie weszło w skład Serbskiego Kościoła Prawosławnego, chociaż zachowało w nim status autonomiczny. W XIV w. obszar Arcybiskupstwa Ochrydzkiego był włączany, w związku ze zmianami granic państwowych, naprzemiennie do Patriarchatu Konstantynopolitańskiego i do Kościoła serbskiego. Ostateczna likwidacja Arcybiskupstwa nastąpiła na mocy decyzji władz tureckich z 1767, zainspirowanej przez greckie wyższe duchowieństwo Patriarchatu Konstantynopolitańskiego. Od tego momentu obszar zarządzany dotąd autonomicznie przez arcybiskupów Ochrydy znalazł się pod jego bezpośrednią jurysdykcją. Ostatni arcybiskup ochrydzki, Arseniusz II, zmarł w klasztorze Zografu na Athosie.